# Birger Gröning

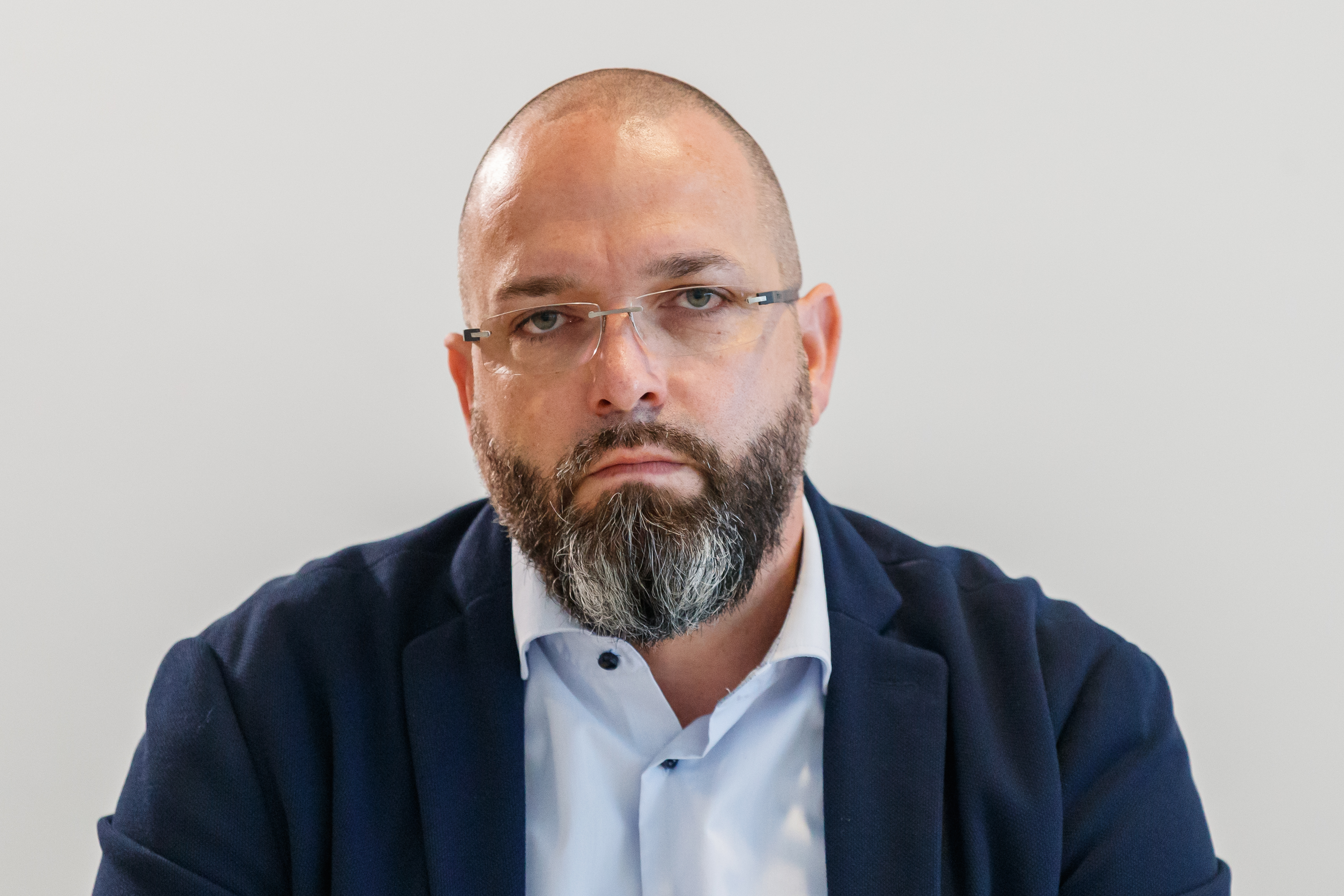
Birger Gröning (2022)

Birger Gröning (* 1975 in Schwerin) ist ein deutscher Politiker (parteilos, zuvor AfD, Bürger für Thüringen). Von 2019 bis 2024 war er Mitglied des Thüringer Landtags. 

## Leben
Gröning absolvierte bis 1995 eine Ausbildung zum Hotelfachmann mit der Zusatzqualifikation einer Ausbildungsbefähigung. Von 1995 bis 2005 war er bei der Bundeswehr in den Verwendungen als Oberfeldwebel in der Luftwaffensicherungstruppe und Stabsdienst. Anschließend wurde er Physiotherapeut und arbeitete in einer Rehaklinik.
Am 27. Oktober 2019 gelang ihm für die AfD der Einzug in den Landtag Thüringen als Direktkandidat im Wahlkreis Gotha I. Am 23. März 2022 erklärte er seinen Austritt aus der AfD-Fraktion im Thüringer Landtag und der Partei.
Am 20. Juni 2022 gründete Gröning zusammen mit der ehemaligen FDP-Abgeordneten Ute Bergner sowie den beiden ehemaligen AfD-Abgeordneten Tosca Kniese und Lars Schütze die parlamentarische Gruppe Bürger für Thüringen. Zwei Tage darauf wurde der Antrag auf parlamentarische Anerkennung an die Präsidentin des Thüringer Landtags gestellt, welcher im Juli-Plenum vom Parlament bestätigt wurde. Im Dezember 2022 trat Gröning aus Partei und Landtagsgruppe der Bürger für Thüringen aus.
Bei der Landtagswahl 2024 trat Gröning als Unabhängiger im Wahlkreis Gotha II an, verfehlte jedoch den Wiedereinzug in den Landtag.
Gröning ist verheiratet und wohnt in Gotha.